# Posteburg
Die Posteburg ist der Burgstall einer früheren Burganlage beim Hülseder Ortsteil Schmarrie in Niedersachsen. Die Reste der Burg liegen in einem Niederungsgebiet innerhalb des Deister-Süntel-Tals etwa 1,2 km östlich von Schmarrie, unmittelbar am Bach der Rodenberger Aue. Archäologische Untersuchungen deuten auf eine von einem Burggraben umgebene, kleine Wasserburg, als Sitz eines niederadligen Geschlechts. Das an einer Ecke der Burganlage gelegene, und vermutlich einzige, Gebäude hatte einen wehrhaften Charakter. Zur Burg gehörte eine ebenfalls durch einen Wassergraben geschützte Vorburg.

## Beschreibung
Ein Landwirt bemerkte 1972 beim Umbrechen von Grünland zu Acker oberflächige Spuren, wie Mauerwerksreste und Brandschutt im Boden. Er zeichnete die Spuren in einer Skizze auf und teilte dies später Einrichtungen der Denkmalpflege mit. Wegen der andauernden Gefährdung der Fundstelle durch den Ackerbau gab es zwischen 1988 und 1993 durch die staatliche Denkmalpflege intensive Prospektionsmaßnahmen, wie Phosphatkartierung, Geomagnetik, Geoelektrik, Geländebegehungen und Luftbildinterpretation. Dies führte 1992 zu einer gezielten Ausgrabung.
Der Grundriss der Burg konnte durch geolektrische Prospektionen erfasst werden. Diese ergaben eine quadratische Hauptburg von 30 m Seitenlänge, in deren Nordostecke ein großes Steingebäude saß. Der 10–12 m breite, umlaufende Wassergraben war von zwei Wällen umgeben. Ein weiteres Steingebäude von 8 × 12 m Größe konnte in der Südostecke der Vorburg nachgewiesen werden. Ein Außengraben mündet im Süden in den Graben der Vorburg.
Bei der folgenden archäologischen Untersuchung wurden die 1,6 Meter breiten Steinfundamente eines etwa 9 × 19 Meter großen Gebäudes ausgegraben, das als Hauptgebäude angesehen wurde. Während die Außenmauern mit 1,5 Meter tiefen Fundamenten einen wehrhaften Charakter aufwiesen, waren die Mauern der Gebäudeinnenseiten schmaler, was auf eine leichtere Bauweise in Fachwerk schließen lässt. Dachziegelreste wiesen auf eine feste Dacheindeckung hin. Ofenkacheln deuteten auf eine Beheizung der Anlage. Aussparungen an der Steinmauer und Pfostengruben ließen auf eine befestigte Umzäunung aus Holzbohlen schließen. Aufgrund der Scherben von Keramikteilen, wie Kannen und Krüge, wird die Nutzungszeit der Anlage zeitlich am Ende des 14. und am Anfang des 15. Jahrhunderts vermutet. Aufgrund der Vielzahl der gefundenen Trinkgefäße wird angenommen, dass beim Verlassen der Burg Abschied gefeiert wurde. Im Boden fanden sich zahlreiche Tierknochen, wobei festgestellt wurde, dass Rind und Schwein als Hauptlieferanten für die Fleischversorgung der Burgbewohner sorgten. Gefundene Eisenteile waren ein Radsporn und ein Türschloss sowie kleinere Bauteile, wie Nägel und Stifte. Außerdem wurden eine eiserne Spitze eines Armbrustpfeils und Teile eines bronzenen Kumpfes gefunden.
2021 äußerte Daniel Lau als Kommunalarchäologe der Schaumburger Landschaft, die Posteburg erneut untersuchen zu wollen. Obwohl sie früher ein eher untergeordnete Rolle gespielt habe, komme ihr heute möglicherweise eine Schlüsselrolle in der Forschung zu.

## Geschichte
Die Anlage hat vermutlich nur wenige Jahrzehnte als Grenzburg einer kleinen adligen Herrschaft am Ostrand des Schaumburger Territoriums bestanden. Sie könnte mit einer 1384 urkundlich erwähnten Nyghenborch der Herren von Post identisch sein. Einer Theorie zufolge hat die Posteburg Anfang des 15. Jahrhunderts ihre Bedeutung verloren und wurde daher um 1411 niedergerissen. In dieser Zeit hatten sich die Gebietsstreitigkeiten zwischen den Grafen von Schaumburg und den Herzögen von Braunschweig beruhigt. Der Flurname Posteburg an der Burgstelle ist seit 1659 belegt.